# Erron Black
Erron Black es un personaje ficticio de la saga de videojuegos Mortal Kombat. Hizo su primera aparición en Mortal Kombat X.

## Historia
Erron Black debuta en la entrega de Mortal Kombat X. En el final de su Modo Historia, declara ser originario de Texas, siendo reclutado por Shang Tsung hacía 150 años en el Viejo Oeste debido a su fama de pistolero. Una vez en el Mundo Exterior gracias a la magia pudo adquirir la longevidad que luce en los acontecimientos de la saga Mortal Kombat. Desde entonces, vaga por el Mundo Exterior como mercenario; en los sucesos de Mortal Kombat X, Erron Black fue contratado por el nuevo emperador, Kotal Kahn, para ser uno de sus guardaespaldas personales.
En la saga se menciona que tuvo algún tipo de vinculación con el Dragón Negro, mencionándose en uno de sus diálogos con Kano que eliminó a Kobra, uno de los personajes pertenecientes a la organización. En Mortal Kombat 11, durante su introducción a la batalla, se observa cómo arroja la cabeza decapitada de Hsu Hao.
En Mortal Kombat 11, a raíz de la anomalía temporal causada por Kronika, se cruzan los Erron Black del pasado y del presente. El Erron Black del pasado se une a Kano y al Dragón Negro, colaborando con este en su lucha contra las Fuerzas Especiales y desapareciendo junto al Kano del presente cuando el Kano del pasado es asesinado por Sonya Blade y el Dragón Negro se dispersa. Por su parte, el Erron Black del presente permanece en el Mundo Exterior, combatiendo en el bando de Kotal Kahn en su guerra civil contra Shao Kahn.

## Apariciones en los juegos

### Mortal Kombat X

#### Variantes
- Tirador:
- Pistolero:
- Forajido:

#### X-Ray
- Truco de tiro: Erron dispara una bala que lleva el nombre del oponente hacia la cadera, rebota hacia la caja torácica del oponente hasta que la bala llega a salir por el cuello.

#### Remates
- Seis disparos: Erron dispara seis tiros de sus revólveres hasta que el oponente muera desangrado.

### Mortal Kombat 11

#### Fatal Blow
- Erron Black arroja dos monedas tarkatanos al aire, dispara y le golpea al oponente en la cara con su revólver para finalmente, disparar al aire hacia las monedas que éstas rebotan las balas y le dan en los ojos del oponente.

#### Remates
- Fundido: Erron Black arroja una botella de ácido en el suelo, le dispara al rival en los pies para poner su cabeza en ella, antes de aplastarlo.

- Arma mortal: Erron le lanza una gran trampa para osos al vientre de su rival, después, introduce su rifle por la gran herida causada por la trampa y apunta hacia arriba, al disparar, la bala atraviesa el cuerpo del rival y sale por la parte superior de su cabeza.